# Nationaal park Blue Mountains
Het nationaal park Blue Mountains (Engels: Blue Mountains National Park) ligt in het zuidoosten van de Australische deelstaat New South Wales, op een afstand van 99 kilometer van Sydney.
Het park heeft een oppervlakte van 247.021 hectare. Het is een van de best toegankelijke parken van Australië. In het scala aan microklimaten gedijt hier een grote verscheidenheid aan plantensoorten, waaronder 92 verschillende soorten eucalyptusbomen.
Het gebied kenmerkt zich door uitgestrekte, deels onbegaanbare, gebieden met kliffen tot 300 meter hoog. Het landschap wordt gekenmerkt door schaduwrijke kloven, vochtige valleien en watervallen.
In veel bergplaatsen beginnen wandelroutes, langs rotsen en kliffen, watervallen en door valleien, van licht tot zwaar. Deze routes variëren in lengte van 1 uur tot meerdaagse tochten.

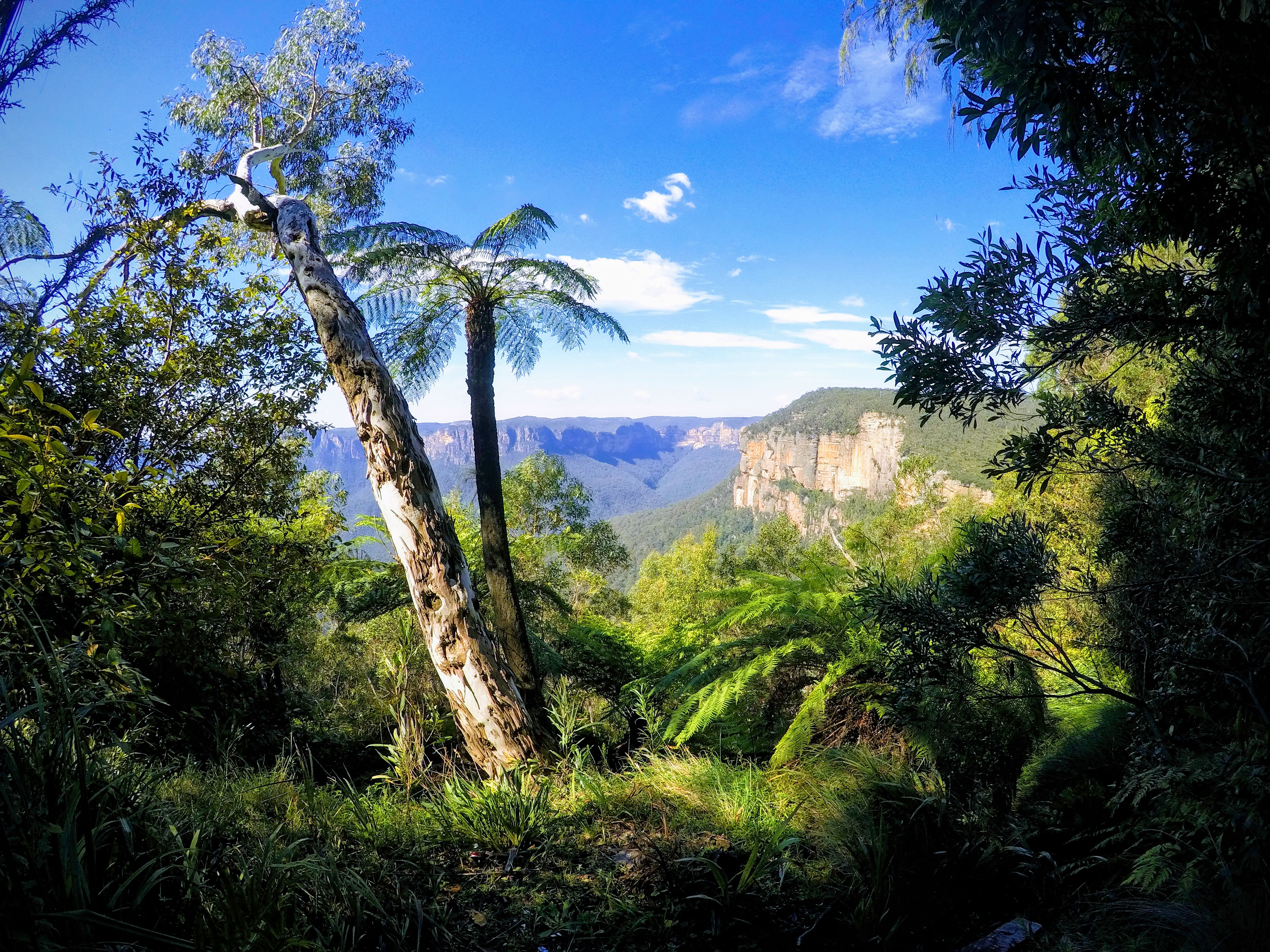
Arcadisch doorkijkje
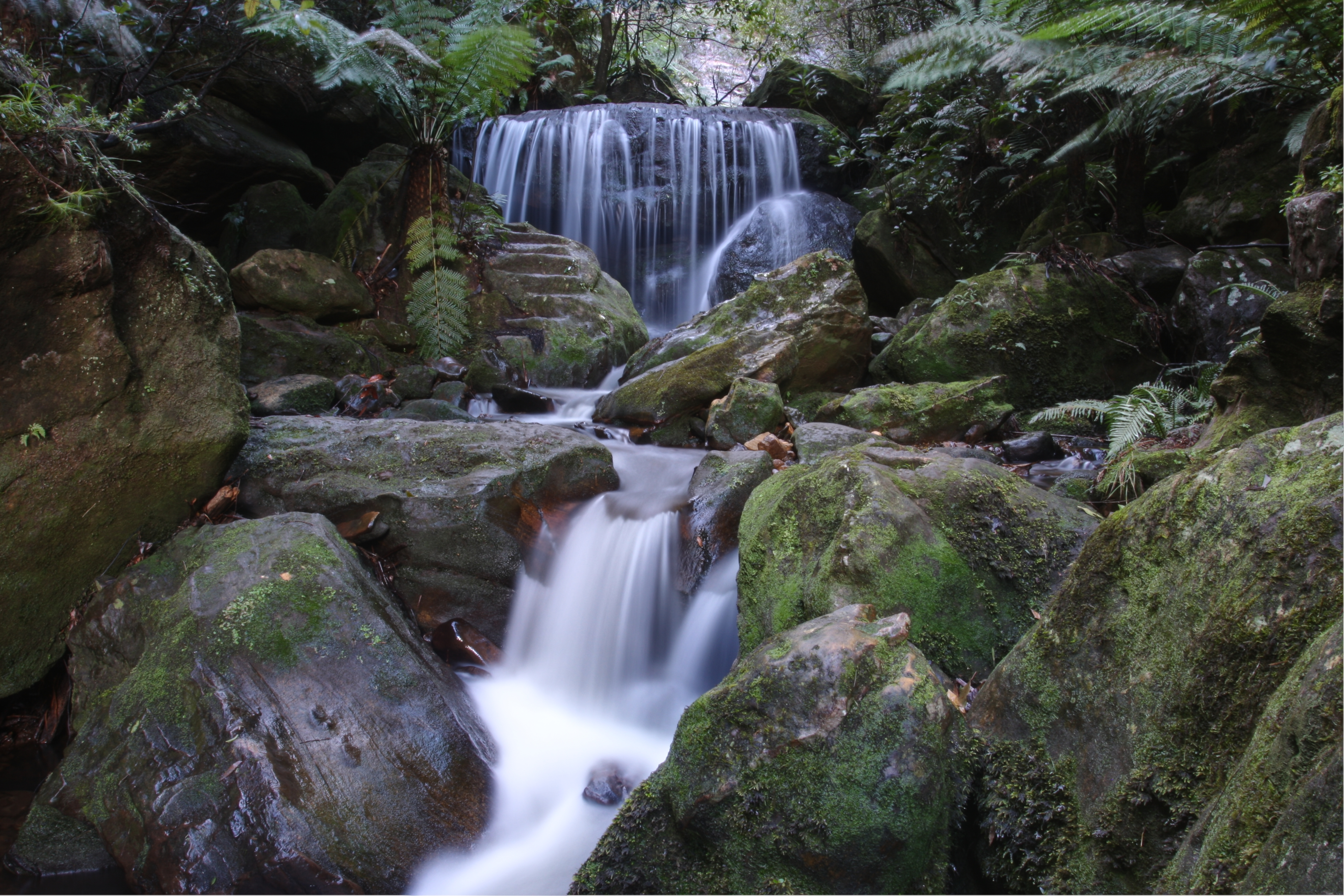
Een kleine waterval bij het dorp Leura. Rond deze waterval groeien regenwoudplanten als Atherosperma en Elaeocarpus holopetalus, die beiden gezien worden als relicten uit de tijd van Gondwana.